# Android Auto
Az Android Auto egy, a Google által fejlesztett mobilalkalmazás, melynek célja egy Android operációs rendszert használó eszköz (tipikusan okostelefon) egyes funkcióinak áttükrözése egy személygépjármű információs fejegységére.
Miután az eszköz és a gépjármű párosításra kerültek, egyes alkalmazások tartalma áttükrözhető a gépjármű kijelzőjére. A támogatott alkalmazások között vannak navigációs szoftverek, zenehallgatás, telefonálás és üzenetküldés, illetve keresés az interneten. A program támogatja az érintőképernyőt és a gombokkal történő vezérlést is, emellett kihangosított módban hangvezérléssel is irányítható.
Az Android Auto az Open Automotive Alliance tagja, amelyet huszonnyolc autógyártó alkot, és az Nvidia áll a technológia mögött.

## Funkcionalitás
Az Android Auto olyan program, amely egy androidos készüléket a gépjármű fejegységének egyfajta vezérlőjévé alakít. Amint az eszköz csatlakoztatásra kerül a gépjárműhöz, a gépjármű kijelzője lesz az androidos eszköz másodlagos kijelzője, amelyen az arra alkalmas programok jelennek meg egy menübe rendezve. A szoftver kezdeti kiadásainál mindenképpen szükség volt arra, hogy a készüléket USB-kábellel csatlakoztassuk az autóhoz.
2016 novemberétől az Android Auto önállóan telepíthető alkalmazássá alakult, így lehetőség volt kizárólag az androidos készüléken futtatni. 2022 júniusában a Google Asszisztens programba került beépítésre, amely a fő Google alkalmazás része.

## Története
A programot először a 2014-es Google I/O alkalmával mutatták be, és 2015. március 18-án jelent meg hivatalosan. 2016 novemberében az alkalmazás önállóan indíthatóvá vált a telefonon, azaz annak kijelzőjén jelentek meg az autós funkciók. 2019 júliusában átdolgozták a kezelőfelületet, amelynek során az alkalmazások menüje is megjelent a programon belül. Egyben azt is bejelentették, hogy az app nem sokáig lesz önállóan használható, mert beépítésre fog kerülni a Google Asszisztensbe.
2020 decemberében a Google bejelentette, hogy számos új országban lehet használni a szoftvert. 2022 májusában egy új, CoolWalk kódnevű kezelőfelületet vezettek be, amellyel a cél az egyszerűsítés volt. Az átalakítás után a program képes volt osztott képernyős üzemmódban is működni. Ezzel egyidejűleg került sor a végleges Google Asszisztensbe építésre is.

## Támogatás
Elérhető az Android Auto szoftverfejlesztői készlete (SDK), amelynek segítségével az alkalmazások fejlesztői bármelyik programot Android Auto-kompatibilissé tehetnek. Eleinte csak a zenelejátszó és az üzenetküldő szoftverek esetében volt erre lehetőség. Jelenleg támogatott (többek között) a Google Térképek és a Waze, valamint a YouTube Music, az Amazon Music, az Apple Music, és a Spotify, az üzenetküldő alkalmazások közül pedig a WhatsApp, a Facebook Messenger, a Discord, a Skype, a Google Messages, és a Telegram.
Az autógyártók közül elsőként a Hyundai támogatta az Android Autót, a Hyundai Sonata típusban. Az alábbi autógyártók egységei támogatják a programot: Abarth, Acura, Alfa Romeo, Aston Martin, Audi, Bentley, Buick, BMW, BYD, Cadillac, Chevrolet, Chrysler, Citroën,  Dodge, Ferrari, Fiat, Ford, GMC, Genesis, Holden, Honda, Hyundai, Infiniti, Jaguar, Land Rover, Jeep, Kia, Lamborghini, Lexus, Lincoln, Mahindra and Mahindra, Maserati, Maybach, Mazda, Mercedes-Benz, Mitsubishi, Nissan, Opel, Peugeot, Porsche, RAM, Renault, SEAT, Škoda, SsangYong, Subaru, Suzuki, Tata Motors Cars, Toyota, Volkswagen, Volvo.
Számos eszközgyártó is készít ezzel a szoftverrel kompatibilis fejegységet, mint a Kenwood, a Pioneer, a Panasonic és a Sony.

## Kritikák
2019 májusában Olaszország trösztellenes pert kezdeményezett a Google ellen, azt állítva, hogy a programjuk miatt az olasz Enel cég nem készíthetett olyan alkalmazást, amellyel a legközelebbi autótöltő pontok megtalálhatóak lennének. Kezdetben a Google valóban nem engedélyezte más térképszolgáltató alkalmazásoknak a kompatibilitást, csak a sajátjainak. 2020-tól kezdődően azonban a mások által kiadott programok (pl. Sygic) is elérhetőek.

## Lásd még
- CarPlay
- MirrorLink